# Gypsophila albida
Gypsophila albida är en nejlikväxtart som beskrevs av Schischkin. Gypsophila albida ingår i släktet slöjor, och familjen nejlikväxter. Inga underarter finns listade i Catalogue of Life.